# Papilloma
Il papilloma è un tumore benigno che può svilupparsi nella cute (verruca) o in una mucosa (papillomi) e colpisce specialmente laringe e vescica.

## Eziologia
È causato dal Virus del papilloma umano.

## Anatomia patologica
È costituito da una proliferazione epiteliale su un supporto connettivo vascolarizzato. 
Strutturati con delle proiezioni digitiformi e solitamente hanno un rivestimento epiteliale, mentre al centro di essi si trovano dei vasellini e tessuto connettivo che serve a nutrire queste papille. 

## Prognosi
Nella specie umana i papillomi della vescica possono avere un'evoluzione (cosiddetta "progressione") da benigna a maligna.